# Пухно, Иван Петрович
Пухно Иван Петрович (1911—1989) — советский колхозник, Герой Социалистического Труда (1954)

## Биография
С 1926 работал учеником столяра лесопильного завода в Сталино, с 1927 года — слесарем Путиловского завода, а в 1930—1931 годах трудился слесарем на заводе им. 15-летия комсомола Украины.
В 1931 году он посещает курсы трактористов в школе механизации ст. Квашино Амвросиевского района Донецкой области. В 1932 году учится на курсах механиков в п. Приморский.
В 1937 году работает бригадиром комбайнёров в совхозе «Горняк» Старобешевского района, с 1938 года — помощником бригадира, а затем бригадиром тракторной бригады колхоза им. Шевченко с. Новосёловка Старобешевского района.
В 1941—1945 годах на фронте в составе 26-й танковой бригаде. Шофёр.
После войны возвращается в тракторную бригаду Старобешевской МТС, в колхоз им. Розы Люксембург с. Марьяновка. В 1954 году Ивану Петровичу было присвоено звание Героя Социалистического Труда с вручением ордена Ленина и Золотой медали «Серп и молот».
С 1947 по 1971 год И. П. Пухно работал в колхозе «Заря» бригадиром тракторной бригады, откуда и ушёл на заслуженный отдых.

## Награды
- Герой Социалистического Труда (1954[1])
- Орден Октябрьской революции, медали «За трудовую доблесть», «Ветеран труда», «За оборону Кавказа», «За победу над Германией», «30 лет Советской Армии».